# Tamburo
Si definisce tamburo uno strumento musicale di forma tubolare cavo con due pelli, di cui una sul fondo, in cui il suono è prodotto percuotendo o raschiando una pelle tesa attraverso una delle due estremità del fusto e dalla reazione della seconda pelle per simpatia.
Impropriamente e in senso generico esteso viene chiamato tamburo uno strumento a percussione qualsiasi della famiglia dei membranofoni compresi timpani e tamburelli (vedi questa voce per i vari tipi di tamburo). Possono essere suonati da battenti o bacchette (in legno o con feltri sulla punta).

## Storia
Il nome deriva dal persiano tambûr e l'oggetto esiste nella maggior parte delle culture.
Nel mondo greco era chiamato tympanon e il nome tympanum passò ai romani. Lo strumento non è citato nell'Iliade né nell'Odissea, ma nel V secolo a.C. Euripide lo citò, nella scena iniziale delle Baccanti. I Greci erano quindi convinti che lo strumento fosse di origine Frigia, mentre i romani pensavano che fosse di origine siriana. È probabile che i greci ne abbiano ricevuto l'uso dalle colonie dell'Asia Minore, e lo abbiano trasmesso ai romani. La pelle usata era comunemente d'asino - da dove la popolare favola di Fedro sull'asino, destinato ad essere picchiato anche da morto.
Il tympanum (le cui immagini antiche presentano sempre uno strumento ad una sola membrana) si poteva suonare con bacchette o con il tirso, ma l'uso più comune era suonarlo con la mano (come ancora si fa con il tamburello, al quale il timpano antico somiglia moltissimo, anche per l'aggiunta di cimbalini e sonagli che ne potenziavano il suono). Lo strumento passò ad essere simbolo di effeminatezza, perché ne facevano uso i sacerdoti di Cibele, ritualmente evirati.
Non sono note rappresentazioni antiche, in area mediterranea, di tympanon a doppia membrana, benché ne parlino autori del basso impero.
Nelle culture tradizionali i tamburi rivestono spesso un carattere ufficiale, cerimoniale, sacro o simbolico. In alcuni paesi africani, i tamburi rappresentano e proteggono la regalità tribale, e sono spesso conservati in luoghi sacri. In tutta l'Asia centrale, in Siberia e presso alcune tribù indigene dell'America settentrionale il tamburo a cornice è utilizzato come oggetto rituale.
In Europa, Al-tambor arrivò con gli arabi, che per primi usarono questi strumenti nei loro eserciti.
Era al suono del tamburo che venivano fatti gli annunci sulle piazze a partire dal Medioevo. Il tamburo è stato utilizzato anche come mezzo di comunicazione. A partire dal XVI secolo, infatti, batterie di rullanti venivano utilizzate da militari specializzati, i tamburini, per comunicare istruzioni ai reggimenti di fanteria europei. In Francia, l'uso del tamburo conobbe un grande sviluppo a partire dal Primo Impero, soprattutto grazie ai granatieri della Guardia imperiale, che eccellevano nella maniera di battere (ancora molto usata nelle cerimonie ufficiali).

## Tamburi nel mondo
Questa lista è suscettibile di variazioni e potrebbe essere incompleta o non aggiornata.

### Italia
In alcune località della Calabria le processioni religiose sono accompagnate dal ritmo scandito da complessi formati soltanto da suonatori di tamburo. Famosi erano i "tummarinari" di Pittarella, ricordati in una nota poesia del poeta dialettale Michele Pane.
In Sardegna, l'utilizzo dei tamburi è soprattutto in periodo di Carnevale, realizzati anticamente in pelle di cane, oggi di capra, anticamente erano diffusi in alcuni centri del Logudoro come Pozzomaggiore e, in Barbagia, a Gavoi e Orani; in Ogliastra nei paesi di Tertenia, Lanusei, Ilbono, Loceri e Ulassai. Il paese che ha mantenuto la tradizione è solo Gavoi, dove si chiamano "Tumbarinos", mentre in Ogliastra si chiamano Tamborrusu.
Per la Puglia, Athanasius Kircher nel seicento attestò l'uso del "surdastro", un tamburo bipelle che si percuoteva su entrambi i lati con due bacchette, e della zampogna, per eseguire la musica che si pensava curasse i tarantolati.
In Campania è tipica la "tammorra", un tamburo a cornice di grossa dimensione, con pelle di capra o montone e cinque coppie di piattini risonanti inseriti e distribuiti simmetricamente nel fusto. Essa prende spunto dal setaccio agricolo, sia nella movenza coreografica sia nella tecnica di esecuzione. A questo proposito è caratteristica è la danza della "tammurriata", espressione coreutica rurale di corteggiamento, integrazione sociale e cordialità o sfida.
Il putipù è uno strumento a percussione usato nella musica folk napoletana e, più in generale, nella musica folk di gran parte del Sud Italia, in realtà si tratta di un tamburo a frizione.

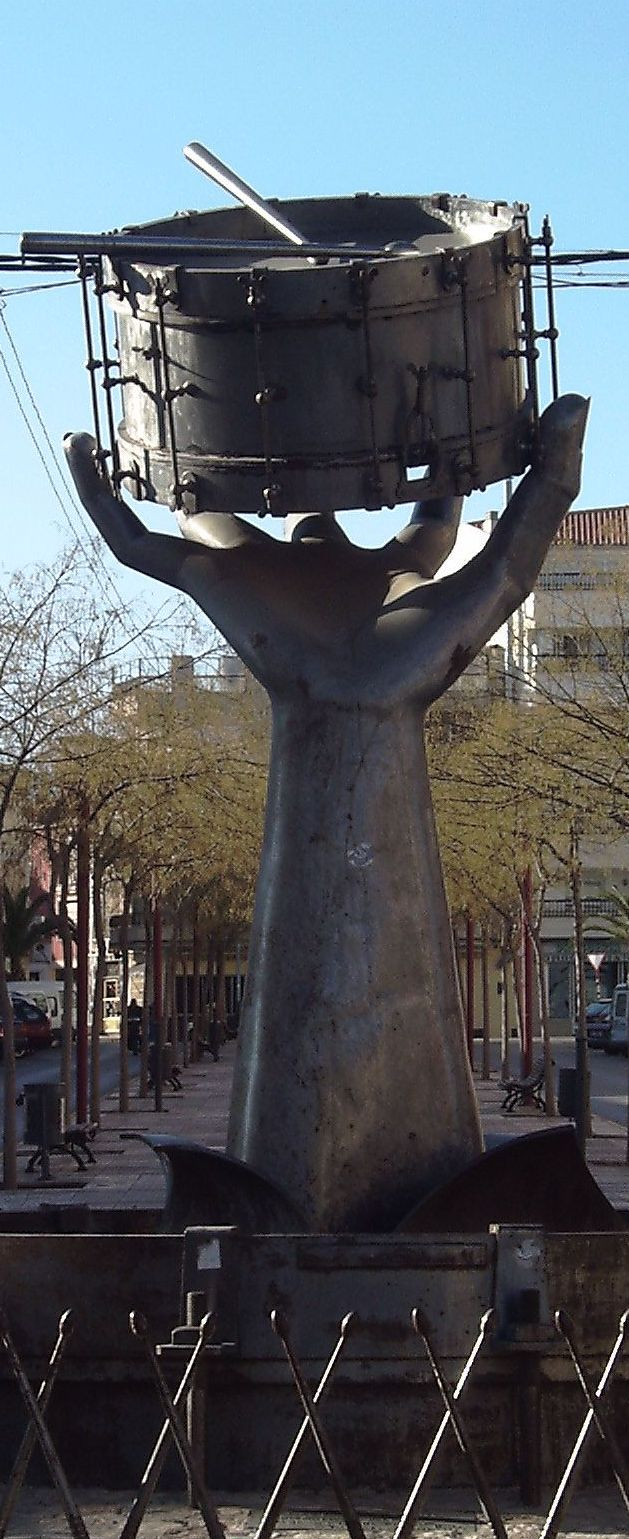
Tobarra (Spagna): Monumento al tamburo.

### Africa occidentale
- Djembe
- Sabar
- Tamburo parlante

### Sud america, caraibi
- Bombo leguero
- Bongo
- Conga
- Cultrun
- Timbales
- Batá

### Arabia, medio oriente, Nord africa
- Darbuka
- Bendir

### India del nord
- Tabla
- Pakhawaj
- Nagarat
- Dhol
- Dholak
- Naal

### Pakistan
- Chimita

### India del sud
- Mridangam
- Kanjira
- Tavil

### Brasile
- Surdo
- Cuíca

### Irlanda
- Bodhrán

### Giappone
- Taiko
- Tsuzumi

### Filippine
- Dabakan